# ウィリアム・アームストロング (初代アームストロング男爵)
初代アームストロング男爵ウィリアム・ジョージ・アームストロング（英: William George Armstrong, 1st Baron Armstrong、1810年11月26日 – 1900年12月27日）は、イギリスの発明家、実業家。アームストロング砲の開発で知られ、アームストロング・ホイットワース社の前身であるW.G.アームストロング社を創設した。

## 生い立ち
1810年に、イングランド北東部のニューカッスル・アポン・タインで、穀物商の息子として生まれた。16歳までの間、ニューカッスルとウィッカム（Whickham）の私立学校で学んだ後、ビショップ・オークランド・グラマースクール（Bishop Auckland Grammar School）へと進学した。グラマースクール在学中に、近くのウィリアム・ラムショーの工場をしばしば訪ね、工場主の娘で後に妻となるマーガレット・ラムショー（Margaret Ramshaw）と知り合った。マーガレットは6歳年上だった。
アームストロングは、グラマースクール卒業後は父親の希望に従って法律家を目指した。父親の友人の事務弁護士アーマラー・ドンキンに弟子入りし、1833年までの5年間をロンドンで過ごした。ニューカッスルに戻った後、1835年にドンキン事務所の共同経営者になった。そして、マーガレットと結婚して、ニューカッスル郊外のジェスモンドに新居を構えた。

## 技術者への転身
11年の間、アームストロングは事務弁護士として働いたが、その一方で工学技術に対する興味を抱いていた。彼は趣味の釣りをしているときに、石切り場の動力用水車を見て、水力が十分に活用できていないと感じた。そこで、彼は水力を利用した回転式の原動機を考案し、友人のヘンリー・ワトソンの工場で試作品を完成させた。この装置はあまり評価されなかったが、アームストロングは次にピストン式の水力原動機の開発にとりかかった。彼は、この装置がクレーンの動力として有効であると考えていた。
1845年にニューカッスルで水道工事が計画されると、アームストロングはこの計画に参加した。彼は、自分の装置を使えば、水道が低地に向かう部分の水圧を利用して、在来型より優れたクレーンを運用できると提案した。彼の提案は採用され、タイン川の船の水面降下用に試作機が設置された。その後、試作機の実績に基づき、さらに3基が増設されることとなった。彼の発明家としての努力が認められ、1846年には王立協会の会員に選ばれている。
水力クレーンでの成功を機に、アームストロングは水力関連機器の製造事業に乗り出すことにした。W.G.アームストロング社（W.G. Armstrong & Company）を設立し、1847年にタイン川沿いのエルズウィックに2万2千平方メートルの工場用地を購入した。彼の製品は造船所のクレーンやドック閘門の動力として順調に売り上げを伸ばし、1850年には45基、1852年には75基のクレーンを生産した。その後、年産100基まで増えている。また、橋の建設事業にも参入した。1850年に300人だったW.G.アームストロング社の従業員は、1863年には3800人に達している。

## アームストロング砲の開発

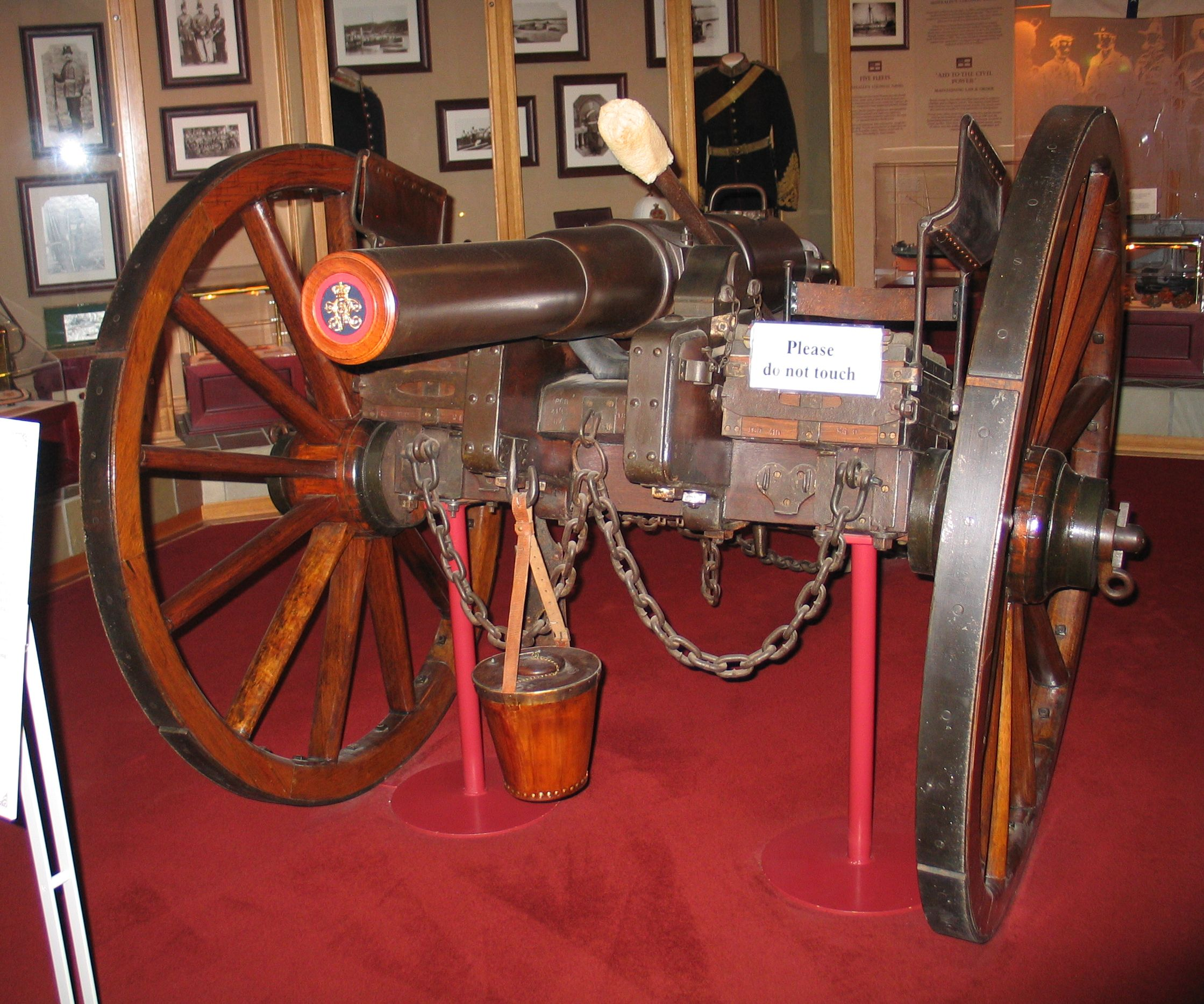
アームストロング12ポンド野砲。王立造兵廠で製造されたもの。

クリミア戦争が勃発すると、アームストロングはイギリス陸軍から機雷の設計を受注した。彼の設計は結果的に実用化されなかったものの、アームストロングが軍需産業に関わるきっかけとなった。同じクリミア戦争中の1854年に、アームストロングはイギリス陸軍向けの新型野砲の設計を始めた。当時のイギリス陸軍は、野砲の重量過大に困っており、それを知ったアームストロングは軽量で機動性の高い野砲の開発を思い立ったのである。同僚のジェームズ・レンデルとともに設計し、1855年に試作した5ポンド野砲は政府の検討会で好評を博した。そして、1858年には口径拡大した18ポンド野砲が陸軍に制式採用され、翌年にはイギリス海軍にも同じ構造の艦載砲が制式採用された。画期的な後装式のライフル砲、いわゆるアームストロング砲である。アームストロングはこの大砲で儲けることを好まず、特許を政府へと譲渡した。その功績で彼は陸軍省（War Department）のライフル砲造兵官に就任することになり、1859年には下級勲爵士（ナイトの一種）の称号とバス勲章コンパニオンを授けられ、ヴィクトリア女王への謁見の名誉を与えられた。
アームストロング砲は、利益相反との非難を避けるため、W.G.アームストロング社とは別の新設会社であるエルズウィック砲兵会社（Elswick Ordnance Company）で生産されることになった。エルズウィック砲兵会社はイギリス政府との専属契約を結んだ。このエルズウィック砲兵会社では、以後のアームストロングの重要な部下となるジョージ・レンデル（ジェームズ・レンデルの子）が経営陣に参加し、アンドルー・ノーブルが火砲の設計技術者として採用されている。陸軍省に任官したアームストロングは、ウリッチ王立造兵廠の主任として設備の近代化に取り組み、ここでもアームストロング砲の生産を可能とした。
しかし、アームストロング砲は、保守的な陸軍軍人やジョセフ・ホイットワースに代表されるライバル企業から、操作が難しい、価格が高い、危険であるなどの批判を受けた。戦争終結による需要減少もあって、1862年にイギリス政府はエルズウィック砲兵会社への注文打ち切りを内定し、以後の製造はウリッチ王立造兵廠のみで行われることになった。これを知らされたアームストロングは、1863年2月に陸軍省造兵官を辞任した。エルズウィック砲兵会社は倒産の危機にさらされたが、イギリス軍との専属契約が解除され、アメリカ南北戦争での両陣営への兵器輸出で生き延びることができた。なお、アームストロング砲は1863年8月の薩英戦争で腔発事故が多発したこともあり、1864年にイギリス軍向けの調達中止、イギリス海軍の前装砲への回帰が起きている。この事故問題がアームストロングの退官の原因と言われることがあるが、退官の方が先であり誤りである。

## 造船での成功

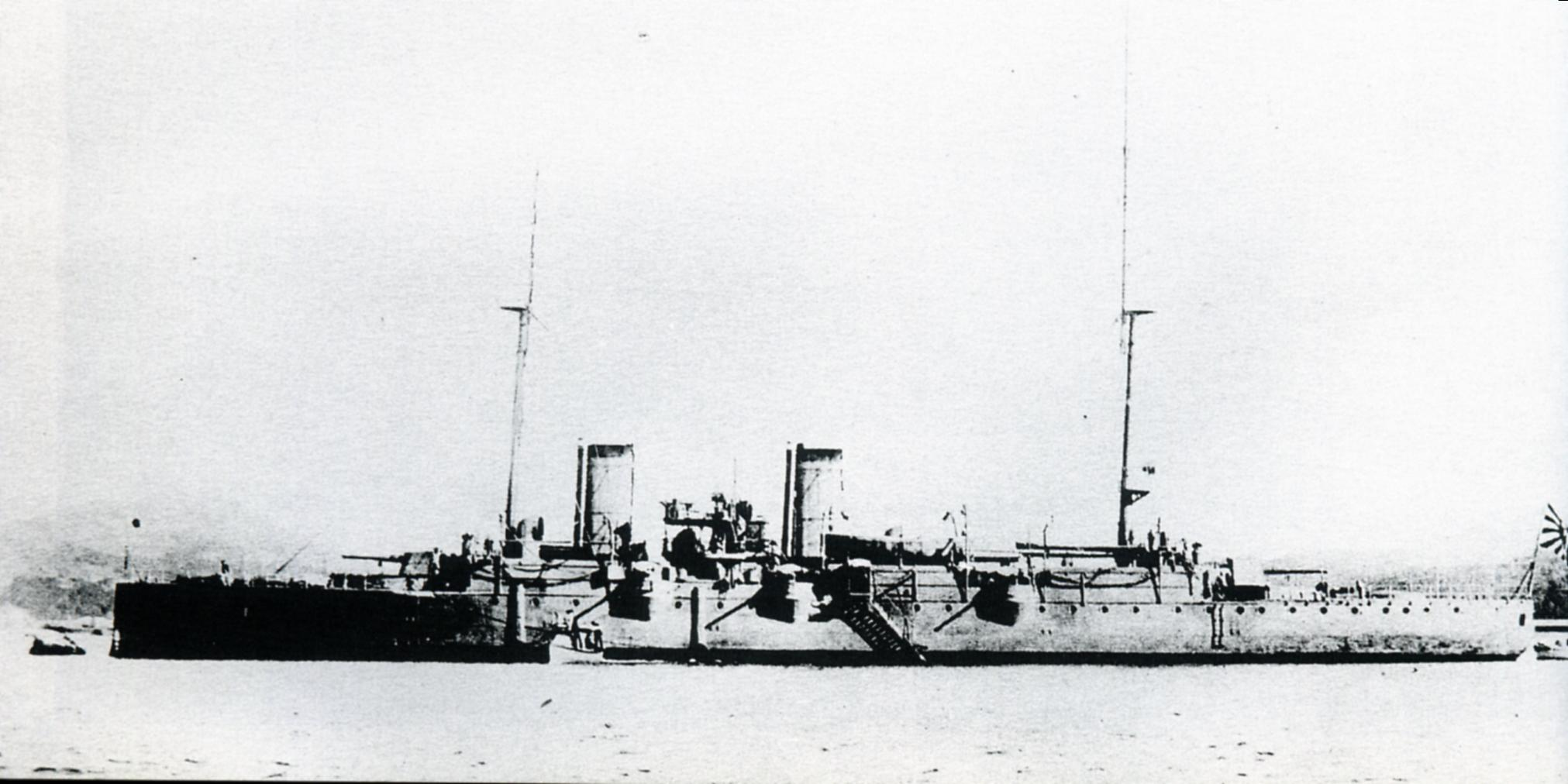
日本海軍の防護巡洋艦「和泉」。アームストロング社製で世界最初の防護巡洋艦であるチリ軍艦「エスメラルダ」の後身。

1864年にW.G.アームストロング社とエルズウィック砲兵会社は合併し、サー W.G.アームストロング社（Sir W.G. Armstrong & Company）となった。新会社は、海軍向けの兵器生産に重点を変えた。1867年にロー・ウォーカー造船所を持つチャールズ・ミッチェル社と提携し、ロー・ウォーカー製の軍艦にアームストロング製の大砲を搭載することにした。その最初の成果である砲艦「ストーンチ（HMS Staunch）」は、1868年に竣工した。
1882年にはチャールズ・ミッチェル社と合併し、サー・ウィリアム・アームストロング・ミッチェル有限責任会社（Sir William Armstrong, Mitchell and Co. Ltd. ）となった。そして、1884年にエルズウィックに軍艦専門の造船所を開いた。設計技術者として、海軍省造船官のウィリアム・ホワイトを引きぬいている。エルズウィック造船所は、オーストリア＝ハンガリー帝国海軍の水雷巡洋艦「パンター」「レオパルト」を皮切りに、大は戦艦まで含めた各種軍艦の建造を行った。その重要な顧客の一人は日本海軍で、1913年までの出荷艦艇の合計排水量ではイギリス海軍につぐ量であった。エルズウィックでの艦艇設計の中心となったのはジョージ・レンデルで、彼の編み出した巡洋艦の設計手法は防護巡洋艦と呼ばれて世界中の海軍で採用されることになる。
そのほか、アームストロング社は、可動橋の建設でもいくつかの著名な事業に携わっている。例えば、タワーブリッジの動力機構はエルズウィックで製造された。タイン川の旋回式可動橋も、古い橋がエルズウィックで進水した軍艦がニューカッスルへ砲の艤装に向かう際の障害となっていたため、アームストロング社の費用で建設されたものである。
エルズウィックの工場は拡張され、1870年には川岸に1.2kmも続く広さとなった。事業拡大の影響で、エルズウィックの町の人口は、1851年にはわずか3500人だったのが、1871年には27800人に増えていた。1897年には、かつてのライバル企業のホイットワース社とも合併し、アームストロング・ホイットワース社となった。

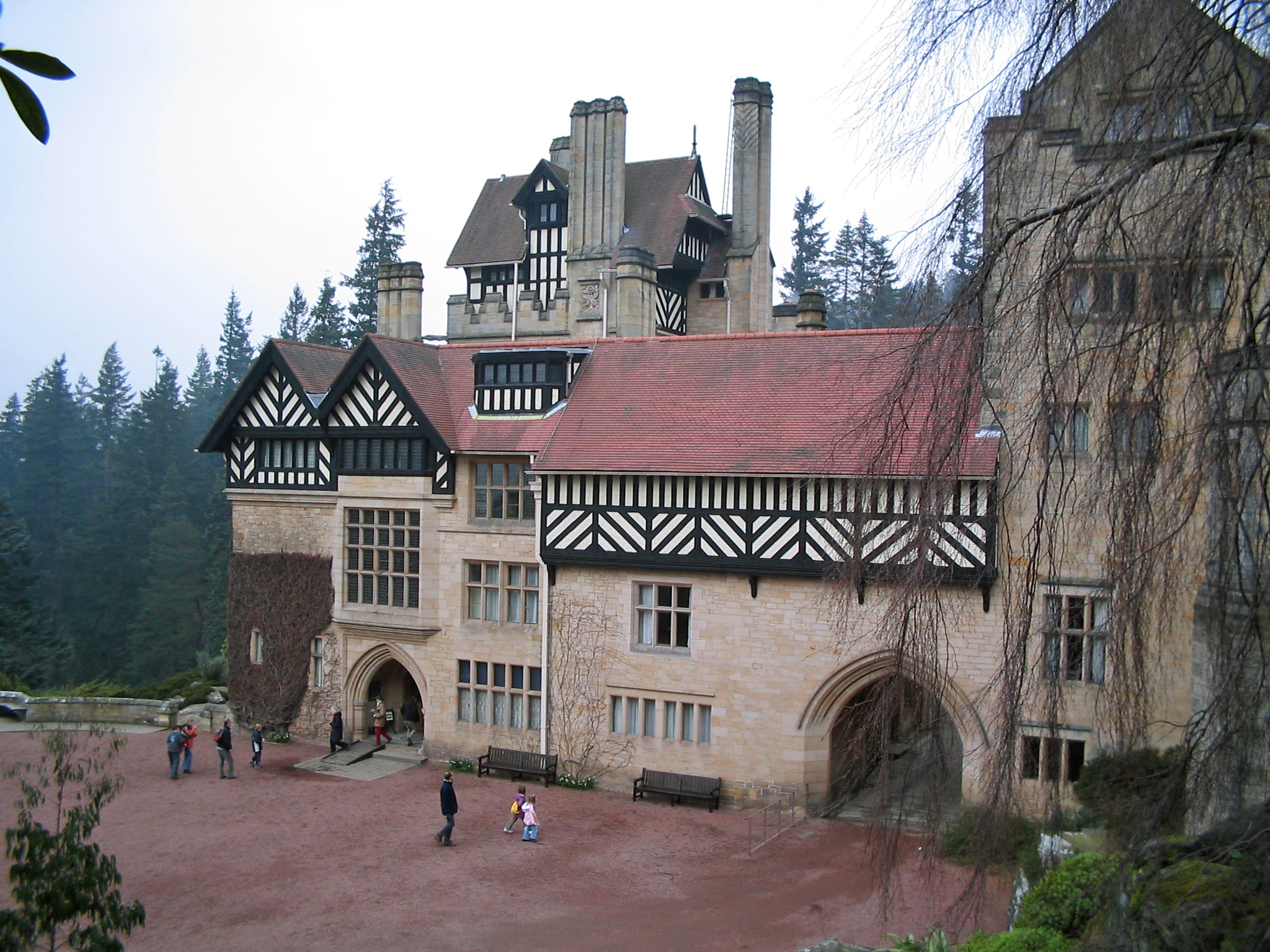
ナショナル・トラスト施設となっている現在のクラッグサイド。

この間、アームストロング個人はずっと会社のトップではあったが、陸軍省からの退官以後はレンデルやノーブルに日常業務を託し、次第に設計や経営の実務からは離れつつあった。私生活では、1863年に、ノーサンバーランド郊外ロスベリー付近のクラッグサイドと呼ばれる屋敷を購入して、カントリー・ハウス築造に精力を注いだ。1869年に建築家リチャード・ノーマン・ショウと契約し、ショウの下で以後15年間にも及ぶ改修工事が行われている。その設計には水力発電を利用するなどの新技術が採用されていた。完成したクラッグサイドには、イラン国王やタイ国王、イギリス皇太子夫妻、清の「首相」といった人物が招待された。

## 晩年

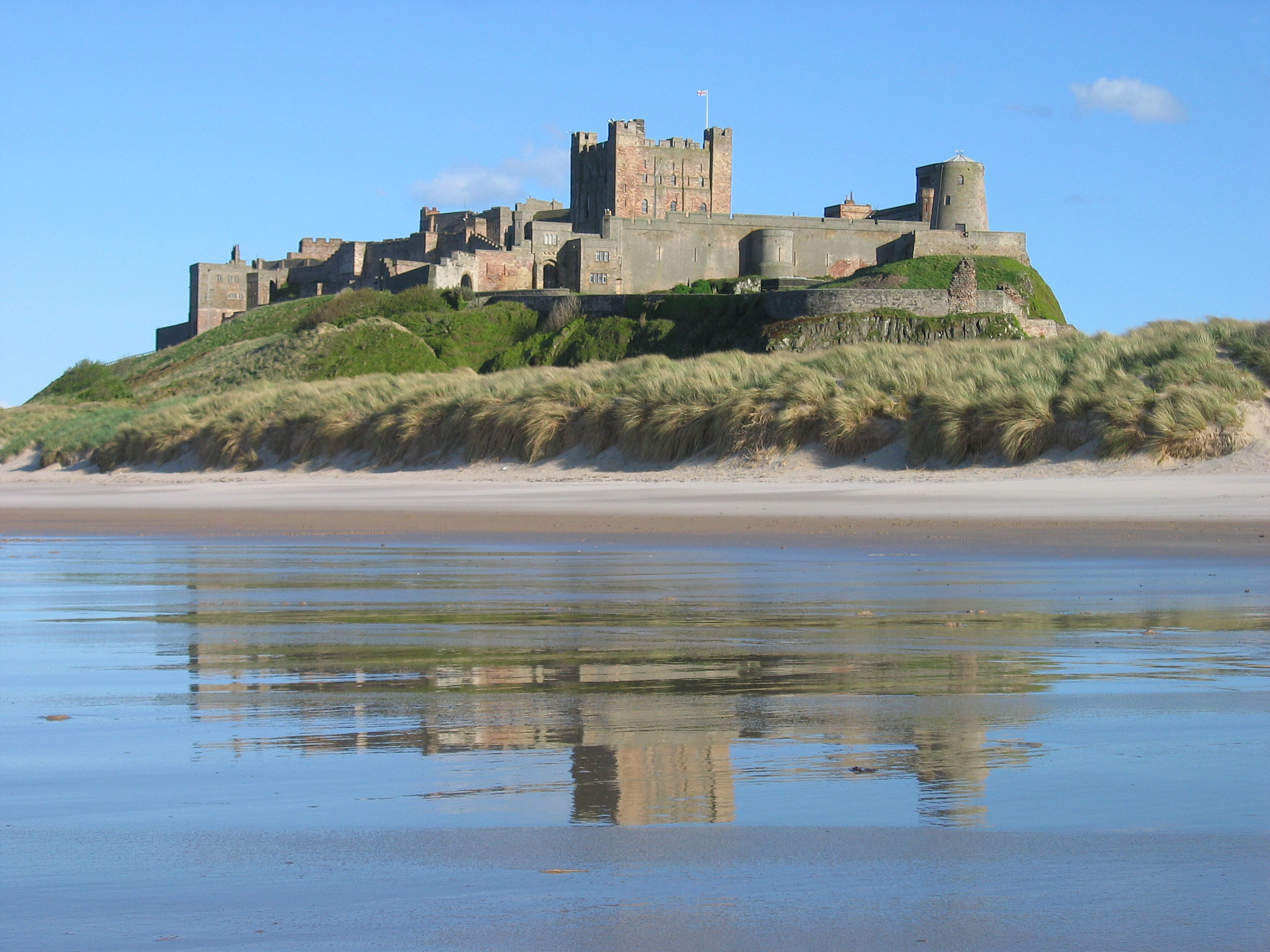
海側から眺めたバンバラ城。

その後、民間技術者協会（en:Institution of Civil Engineers）や機械技術者協会（en:Institution of Mechanical Engineers）の会長などを務め、1887年には「カウンティ・オヴ・ノーサンバーランドにおけるクラッグサイドのアームストロング男爵（Baron Armstrong, of Cragside, in the county of Northumberland; 連合王国貴族）」に叙された。1894年に同じノーサンバーランドのバンバラ城を購入して大規模な復元工事を行っている。
様々な慈善活動も行った。1883年には、かつて住んでいたジェズモンド・ディーンの土地などを、ニューカッスル市に公園として寄付した。現在のニューカッスル大学の一部となっている数学などの課程も、アームストロングの寄付によって創設されたものである。ハンコック自然史博物館の創設のためにも11500ポンドを寄付している。
1893年に、妻のマーガレットと死別した。その7年後の1900年、ウィリアム・アームストロングも、クラッグサイドで死去した。遺体は、ロスベリーの墓地に妻と共に埋葬されている。夫妻には子供が無く、大甥のウィリアム・ワトソン＝アームストロング（William Watson-Armstrong）が相続人となった。遺産のうち10万ポンドは、ニューカッスルのロイヤル・ヴィクトリア病院の建て替え費用として寄付されている。アームストロング男爵の爵位はウィリアム・アームストロング1代で途絶えたが、3年後にウィリアム・ワトソン＝アームストロングに新たに男爵位が与えられ、バンバラ城およびクラッグサイドを所領とする2人目の初代アームストロング男爵となっている。1878年アルバート・メダル受賞。

## 逸話
- 軍需産業に進出したことについて、アームストロングが苦悩していたと思われるところはない。彼は、「物の力を人間の意思に従わせることが技術者の仕事であって、それを正しい用途に使うことは利用者の責任である」と述べている。[2][10]。
- アームストロングは、石炭に代わる再生可能エネルギーに関心を抱いていた。水力発電のほか、太陽光の利用に期待していた[11]。